# C-JeS Entertainment
C-JeS Entertainment es una compañía surcoreana establecida en 2009, y que actualmente está a cargo del manejo de varios artistas, algunos de los más notables son la boyband JYJ; la cantante Gummy; los actores Choi Min-sik, Lee Beom-soo, Sol Kyung-gu, y las actrices Hwang Jung-eum y Kang Hye-jung. También la reconocida vocalista y líder de EXID, Heo Sol-ji (conocida como SolJi o Soul.G.) se unió a la empresa en 2020.

## Historia
La agencia fue creada para responder a las necesidades de manejo/administración de los artistas Kim Jae Joong, Park YooChun y Kim Junsu, antiguos integrantes de TVXQ, luego de que el trío decidiera firmar una demanda contra su, en ese entonces, agencia, S.M. Entertainment. Los cantantes conocieron a Baek Chang-ju a mediados del 2009 y C-JeS fue establecida poco luego de la demanda. Baek ha dicho abiertamente en una entrevista que C-JeS fue creada exclusivamente debido a JYJ. Baek invirtió fuertemente en la creación la nueva banda, en mejorar la imagen y credibilidad de JYJ luego de que el mundo del entretenimiento coreano le cerrara las puertas a los artistas por ser considerados 'rebeldes' al decidir ir contra su previa agencia.
El 8 de marzo de 2013, el actor Lee Jung-jae firmó para ser manejado exclusivamente por C-JeS Entertainment. Él ha expresado que eligió a C-Jes luego de trabajar con Song Ji-hyo en la película "New World".
El 29 de agosto de 2014, la actriz y cantante Hwang Jung-eum firmó con C-JeS Entertainment.

## Artistas
Cantantes
| Año  | Artista | Género    | Integrante                              | Status |
| ---- | ------- | --------- | --------------------------------------- | ------ |
| 2010 | JYJ1    | Masculino | Jaejoong,Junsu                          | Activo |
| 2011 | NOEL    | Masculino | Kyun Sung, Sung Ho, Wu Seong , Sang Gon | Activo |
| 2014 | Gummy   | Femenino  | —                                       | Activo |

1 JYJ en sus inicios debutó como TVXQ el 2003 bajo SM Entertainment, pero partieron el 2009. C-JeS Entertainment funciona como la agencia que maneja a la banda, contrario a las prácticas usuales en el mundo del K-Pop, donde las agencias además funcionan como compañía discográfica con un contrato de exclusividad por una cierta cantidad de años (los que en numerosas ocasiones han sido criticados por su larga duración, siendo denominados 'contratos exclavizantes'), oficialmente JYJ no tiene un contrato de exclusividad con C-JeS.
Yoochun dejó JYJ tras una controversia.

2 Gummy debutó el 2003 bajo YG Entertainment. Luego de que su contrato expirara, ella decidió firmar con C-JeS Entertainment en octubre de 2013.
Actores/Actrices
- Choi Min-sik
- Hwang Jung-eum
- Jin Hyuk
- Jung Seonah
- Jung Suk-won
- Kang Hye-jung
- Kim Jaejoong
- Kim Junsu
- Kim Kang-woo
- Kwak Do-won
- Lee Beom-soo
- Lee Chung-ah (desde 2015)
- Lee Jung-jae (2013-¿?)
- Moon So-ri (desde 2015)
- Park Joo-mi
- Park Sung-woong
- Park Yoochun
- Park Yu-hwan
- Ra Mi-ran
- Ryu Hye-young
- Sol Kyung-gu
- Song Ji-hyo]]
- Song Sae-byeok
- Yoon Ji-hye

## Coproducciones
- Miss Ripley (drama, 2011) (con Curtain Call Media)
- Three Days (drama, 2014) (con Golden Thumb Pictures)
- Dracula, the Musical (musical, 2014) (con OD Musical Company)